# Richard McBride

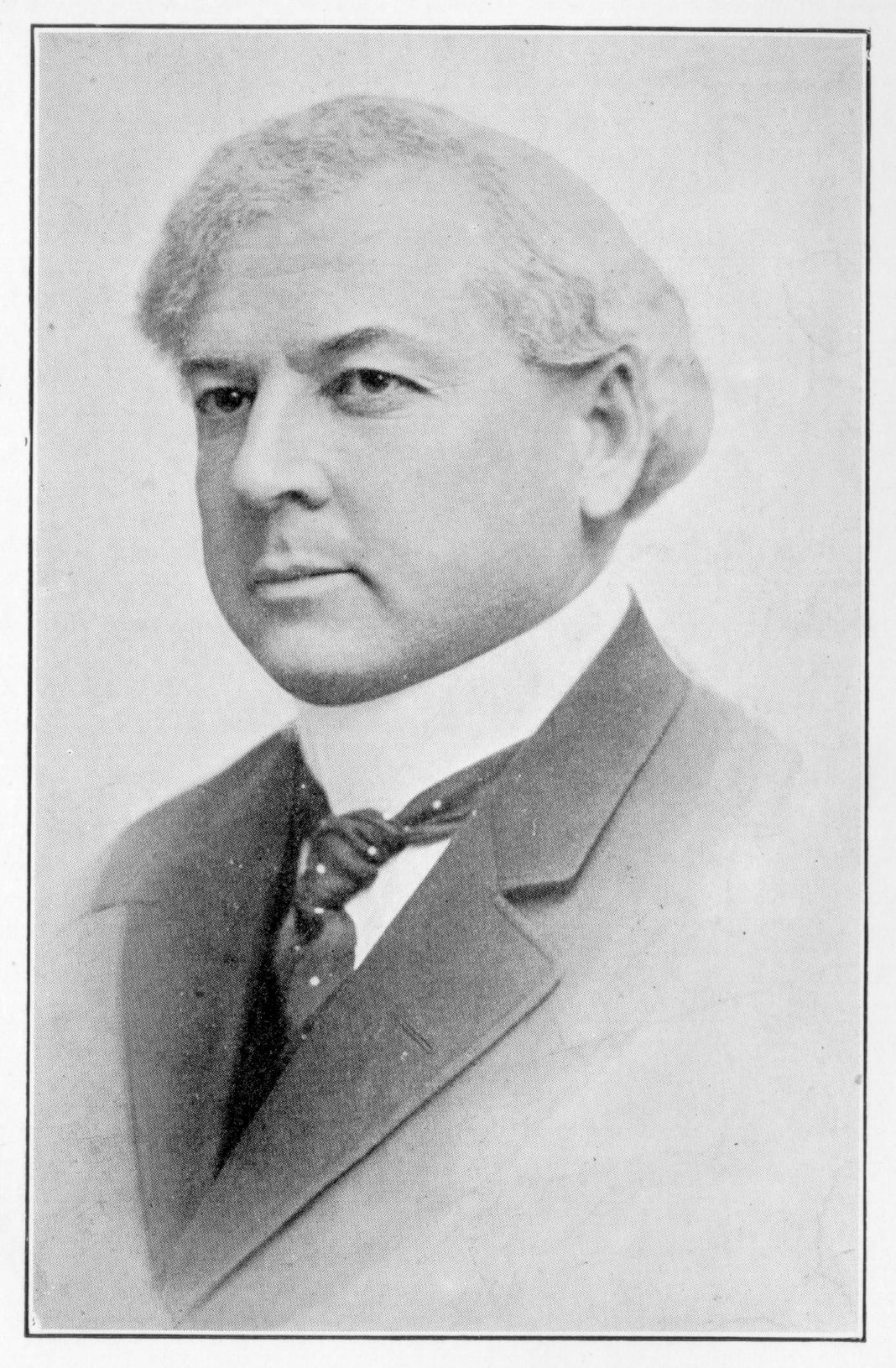
Richard McBride

Sir Richard McBride, KCMG (* 15. Dezember 1870 in New Westminster; † 6. August 1917 in London) war ein kanadischer Politiker und Rechtsanwalt. Vom 1. Juni 1903 bis zum 15. Dezember 1915 war er Premierminister der Provinz British Columbia und Vorsitzender der von ihm gegründeten British Columbia Conservative Party.

## Biografie
1887 ging McBride nach Halifax, um an der Dalhousie University Recht zu studieren. Drei Jahre später erhielt er das Anwaltspatent und eröffnete in New Westminster eine Kanzlei. Im Juni 1898 wurde er in die Legislativversammlung von British Columbia gewählt und war 1900/01 während kurzer Zeit Bergbauminister in James Dunsmuirs Kabinett. 1899 trat er den Freimaurern bei.
McBride war davon überzeugt, dass das Fehlen von Parteien das politische System British Columbias destabilisiere und die weitere Entwicklung der Provinz behindere. Nachdem Vizegouverneur Henri-Gustave Joly de Lotbinière am 1. Juni 1903, nach dem Rücktritt von Edward Gawler Prior, ihn mit der Bildung einer neuen Regierung beauftragt hatte, gründete er die British Columbia Conservative Party. Die Wahlen im Oktober 1903 waren die ersten mit Parteikandidaten und wurden von McBrides Konservativen gewonnen.
Die neue Regierung versuchte, den Provinzhaushalt mit Ausgabenkürzungen und neuen Steuern zu stabilisieren. In McBrides Amtszeit fallen auch Reformen der Arbeitsgesetzgebung, die Gründung der University of British Columbia, der Baubeginn der Pacific Great Eastern Railway und die Eröffnung der Grand Trunk Pacific Railway. Bei den Wahlen 1907, 1909 und 1912 wurde die Regierung mit großen Mehrheiten bestätigt.
McBride war wegen seiner Fähigkeit, bei Verhandlungen mit der Bundesregierung bessere Konditionen für die Provinz zu erzielen, in der Bevölkerung beliebt. Er unterstützte die nationale Konservative Partei bei den Unterhauswahlen 1908 und 1911, indem er aktiv Wahlkampf betrieb. Im Gegenzug verlangte er vom kanadischen Premierminister Robert Borden strengere Einwanderungsgesetze, die sich einseitig gegen Asiaten richteten. Obwohl Mit-Namensgeber, war McBride nie Mitglied der McKenna-McBride-Kommission, die von 1913 bis 1916 tätig war, um die „Frage der Indianerreservate“ in British Columbia zu lösen.
Zu Beginn des Ersten Weltkriegs kaufte die Provinzregierung auf Initiative McBrides zwei U-Boote für den Fall eines (unwahrscheinlichen) deutschen Angriffs, die später an die Bundesregierung verkauft wurden. Die stagnierende Wirtschaft während des Krieges führte zu einem raschen Popularitätsschwund. Auch ignorierte McBride immer lauter werdende Forderungen nach Frauenwahlrecht und Alkoholprohibition.
Aus gesundheitlichen Gründen trat McBride am 15. Dezember 1915 zurück. Sein Nachfolger wurde William John Bowser, der gemeinsam mit ihm in Halifax studiert hatte und ab 1907 Attorney General gewesen war. McBride ging nach London, um dort als offizieller Vertreter der Provinz tätig zu sein. Er war an Nephritis erkrankt und hoffte, sich in Großbritannien behandeln lassen zu können, doch er starb knapp zwei Jahre später.
Am 19. Mai 1938 ehrte die kanadische Regierung, vertreten durch den für das Historic Sites and Monuments Board of Canada zuständigen Minister, McBride für sein Wirken und erklärte ihn zu einer „Person von nationaler historischer Bedeutung“.